# Heliotropium gorinii
Heliotropium gorinii är en strävbladig växtart som beskrevs av Emilio Chiovenda. Heliotropium gorinii ingår i Heliotropsläktet som ingår i familjen strävbladiga växter. Inga underarter finns listade i Catalogue of Life.